# Gérard Genette
Gérard Genette (Párizs, 1930. június 7. – Ivry-sur-Seine, 2018. május 11.) francia irodalomtudós, a 20. század meghatározó elbeszélés-teoretikusa.

## Életpályája
Az École normale supérieure befejezése után eleinte mint asszisztens, majd 1967-től rendes professzorként oktatott francia irodalmat a Sorbonne-on. 1970-ben részt vett a Poétique című újság alapításában.
Genette elsősorban a szövegelemzés különböző kérdéseivel foglalkozott, a strukturalizmusból kiindulva. A témában számos jelentős cikke jelent meg, többek között az író szerepéről valamint paraszövegek intertextualitásáról, amely szerinte a transztextualitás egy alcsoportja.
Genette ötlete volt a „diegézis” fogalmának újra bevezetése, többlet jelentéstartalommal. Ezen központi fogalom mellett foglalkozik a fókusz (fokalizálás) meghatározásával illetve a mesélő álláspontjával, pozíciójával fikcionális szövegekben. Egy szöveg alakját és tartalmát, tehát a mit és a hogyan ő discours és histoire fogalmakkal jelölte és határolta el egymástól (az angol szóhasználatban általában 'story vs. discourse'). Az elbeszéléselmélet úttörői, az orosz formalisták ezeket 'fabula – szüzset' szavakkal jelölték. Genette az elméleti modellt egy harmadik elemmel egészítette ki: histoire, récit és narration.

## Művei
- Figures, essais, 1966
- Figures I, Éditions du Seuil, Tel Quel, Paris, 1966
- Figures II, Éditions du Seuil, Tel Quel, Paris, 1969
- Figures III, Éditions du Seuil, Poétique, Paris, 1972
- Figures IV, Éditions du Seuil, Poétique, Paris, 1999
- Figures V, Éditions du Seuil, Poétique, Paris, 2002
- Mimologiques : voyage en Cratylie, collection Poétique, Éditions du Seuil, Paris, 1976
- Introduction à l'architexte, Éditions du Seuil, collection Poétique, Paris, 1979
- Palimpsestes, La littérature au second degré, Éditions du Seuil, collection Essais, Paris, 1982
- Nouveau discours du récit, Éditions du Seuil, collection Poétique, Paris, 1983
- Métalepse, Éditions du Seuil, collection Poétique, Paris, 2004
- Bardadrac, Editions du Seuil, collection Fiction & Cie., Paris, 2006
- Codicille, Editions du Seuil, collection Fiction & Cie., Paris, 2009

### Magyarul
- Metalepszis. Az alakzattól a fikcióig; ford. Z. Varga Zoltán; Pesti Kalligram, Bp., 2006 (Anthropos)
- Fejezetek a francia irodalomelmélet történetéből. Barthes, Brunel, Genette, Poulet, Ricoeur; vál., szerk. Szávai Dorottya, ford. Ádám Anikó et al.; Kijárat, Budapest, 2007 (Spatium)